# 관절기
관절기(영어: Joint lock) 또는 관절 꺽기는 관절이 최대한의 움직임과 과신전에 도달하는 방식으로 상대방의 관절을 이용하는 그래플링 기술이다.
유도에서는 이를 (関節技kansetsu-waza )이라고 하고 중국 무술에서는 문자 그대로 "잡아 고정"을 의미하는 친나(chin na) 라고 한다.
관절기는 일반적으로 특정 관절을 분리하여 관절이 정상적인 동작 범위를 넘어 움직이도록 강제하는 시도를 하는 동작이다. 이는 관절에 다양한 정도의 통증을 유발하며, 강제로 그리고/또는 갑자기 적용될 경우 근육, 힘줄 및 인대 손상, 심지어 탈구 또는 골절과 같은 부상을 유발할 수 있다. 
유도에서는 낙하하는 상대에게 신체적 상해를 입힐 위험이 있기 때문에 던지기와 스탠드 록의 결합을 금지하고 있으며, 브라질리언 주짓수, 주짓수, 태극권, 합기도, 삼보, 합기도는 허용하고 있다.

## 같이 보기
- 목 조르기